# Nous sommes tous en liberté provisoire
Pour plus de détails, voir Fiche technique et Distribution.
Nous sommes tous en liberté provisoire (L'istruttoria è chiusa: dimentichi) est un film italien réalisé par Damiano Damiani, sorti en 1970.

## Synopsis
Une jeune et riche architecte est envoyé en préventive à la suite d'un accident automobile, il découvre alors le monde impitoyable de l'univers pénitentiaire.

## Fiche technique
- Titre original : L'istruttoria è chiusa: dimentichi
- Titre français : Nous sommes tous en liberté provisoire
- Réalisation : Damiano Damiani
- Scénario : Damiano Damiani, Arduino Maiuri et Massimo De Rita
- Photographie : Claudio Ragona
- Musique : Ennio Morricone
- Pays d'origine : Italie
- Format : Couleurs - 1,85:1 - Mono
- Genre : thriller
- Date de sortie : 1970

## Distribution
- Franco Nero : Vanzi
- Georges Wilson : Campoloni
- John Steiner : Piro
- Riccardo Cucciolla : Pesenti
- Ferruccio De Ceresa : Warden
- Antonio Casale
- Renata Zamengo